# П
П, п (Pe) é uma letra do alfabeto cirílico (décima sétima do alfabeto russo, vigésima do ucraniano).
Representa /p/, a oclusiva bilabial surda (como em pato).
Originou-se da letra grega Π (Pi). As pernas de П são sempre retas, portanto, não deve ser confundida com a letra Л (El), que possui a perna esquerda curva.